# Warwick (Dacota do Norte)
Warwick é uma cidade localizada no estado norte-americano de Dacota do Norte, no Condado de Benson.

## Demografia
Segundo o censo norte-americano de 2000, a sua população era de 75 habitantes.
Em 2006, foi estimada uma população de 76, um aumento de 1 (1.3%).

## Geografia
De acordo com o United States Census Bureau tem uma área de
2,6 km², dos quais 1,7 km² cobertos por terra e 0,9 km² cobertos por água. Warwick localiza-se a aproximadamente 450 m acima do nível do mar.

## Localidades na vizinhança
O diagrama seguinte representa as localidades num raio de 32 km ao redor de Warwick.